# Frank Auerbach
Frank Auerbach   (Berlín, 29 d'abril de 1931 - Londres, 11 de novembre de 2024) va ser un pintor alemany nacionalitzat britànic el 1947. Era considerat un dels noms principals de l'Escola de Londres i un dels pintors figuratius més importants de la segona meitat del segle xx, amb els seus companys artistes Francis Bacon i Lucian Freud.

## Biografia
Fill de l'advocat Max Auerbach i la pintora aficionada Charlotte Nora Burchardt va néixer a Berlín, però gràcies a l'escriptora Iris Origo va ser enviat a Anglaterra el 1939 per escapar de la persecució nazi. Als set anys va sortir d'Hamburg en direcció Southampton, i va arribar al Regne Unit el 1939 dins el programa conegut com a Kindertransport, per treure nens jueus d'Alemanya. No va tornar a veure els seus pares, que van morir al camp de concentració d'Auschwitz.
A l'escola de Kent, va destacar com a actor i pintor, va participar en obres de Peter Ustinov a St Pancras. Va estudiar al Royal College of Art del 1952 al 1955.
La seva primera exhibició individual va ser el 1956, i va fer altres exposicions a la Marlborough Gallery de Nova York, el 1969, 1982, 1994, 1998 i 2006.
El 1986 va representar Anglaterra a la Biennal de Venècia guanyant el premi juntament amb Sigmar Polke. Ha tingut importants retrospectives a la Kunstverein d'Hamburg, Centre d'Art Reina Sofia de Madrid, el 1987, Museu Van Gogh d' Amsterdam, el 1989; Centre d'Art Britànic de Yale, New Haven, i la National Gallery de Londres el 1995.